# Lillian Holland Harvey
Lillian Holland Harvey (* 1912 in Holland, Virginia; † 1994) war eine US-amerikanische Ärztin und Hochschullehrerin.  Sie initiierte 1953 das erste Baccalaureate Degree Program in Krankenpflege im Bundesstaat Alabama.

## Leben und Werk
Harvey zog nach ihrem Schulabschluss nach New York, um die Lincoln Hospital School of Nursing zu besuchen. Sie erhielt 1939 ihr Krankenpflegediplom und studierte an der Columbia University, wo sie 1944 ihren Bachelor-Abschluss bekam. 1948 erwarb sie den Master-Abschluss am Teachers College der Columbia University. Später studierte sie erneut an der Columbia University und promovierte dort 1966.
Von 1944 bis 1973 war sie Direktorin am John A. Andrew Hospital der Tuskegee University und von 1948 bis 1973 Dekanin an der Tuskegee School for Nurses. Diese Krankenpflegeschule war 1892 gegründet worden und bot ab 1908 ein dreijähriges Krankenpflegeprogramm an. 1949 leitete Harvey einen Prozess ein, um das Programm in ein Abschlussprogramm umzuwandeln, welches das erste seiner Art im Bundesstaat Alabama war. 1953 konnten Krankenpflegestudenten einen Bachelor of Science in Krankenpflege erhalten und das Programm wurde 1957 von der National League for Nursing vollständig akkreditiert. 1967 stellte sie beim US-amerikanischen Ministerium für Gesundheit, Bildung und Soziales einen Antrag auf einen Bauzuschuss, der zu einem neuen Gebäude für die Schule der Krankenpflege führte.

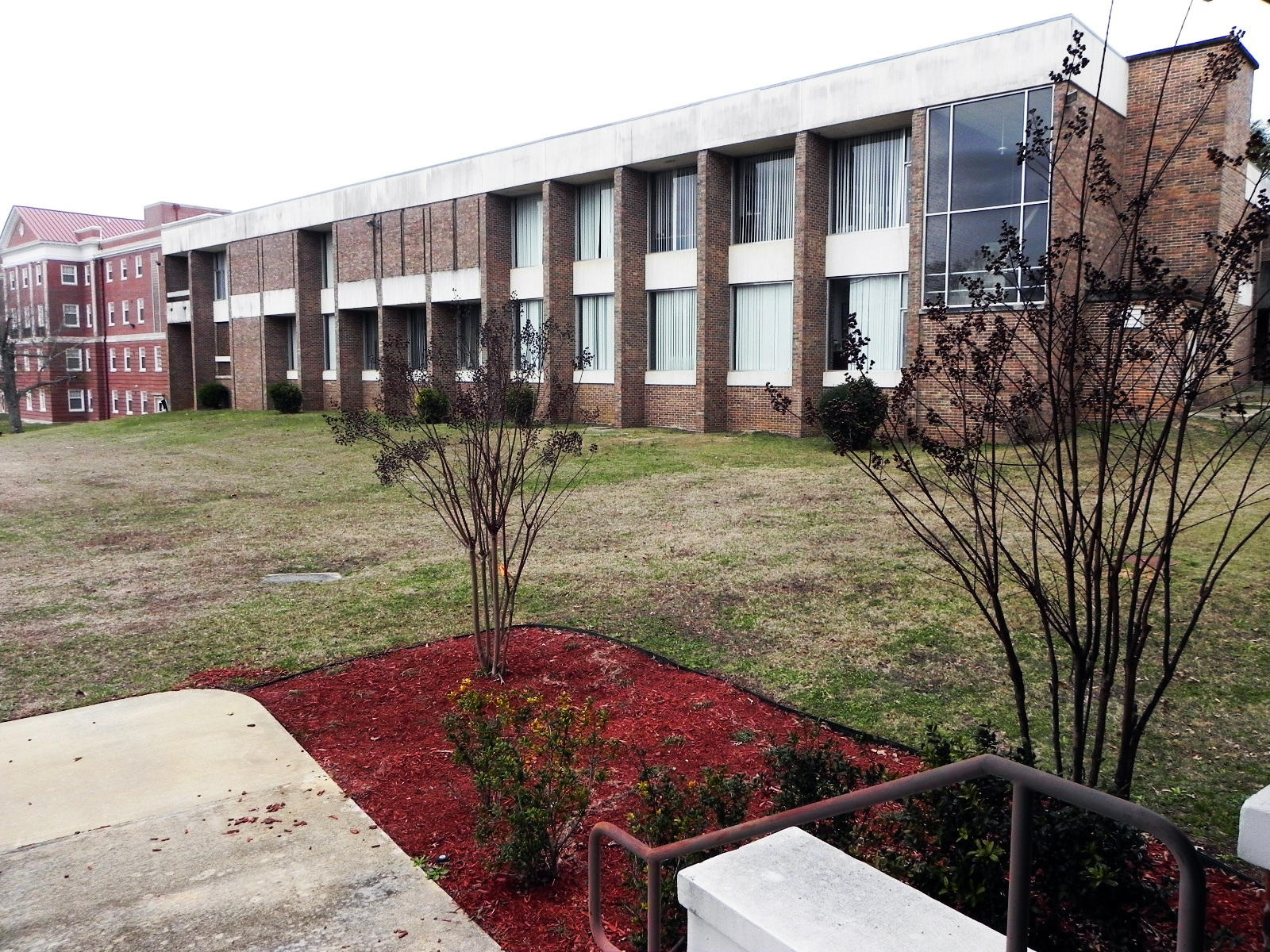
Tuskegee University School of Nursing – Basil O’Connor Hall. Die Tuskegee Institute Training School of Nurses wurde im September 1892 unter der Schirmherrschaft des John A. Andrew Memorial Hospital der Tuskegee University beim State Board of Nursing in Alabama registriert. 1948 führte die Schule das erste Baccalaureate Nursing-Programm im Bundesstaat Alabama ein.

Während des Zweiten Weltkriegs nutzte Harvey ihre Position als Dekanin an der Tuskegee School for Nurses, um afroamerikanische Krankenschwestern für den Militärdienst auszubilden, damit diese in das United States Army Nurse Corps eintreten konnten.
Harvey war mit dem Baptistenminister Reverend Raymond Francis Harvey verheiratet, mit dem sie drei Kinder hatte. Sie starb 1994 im Alter von 82 Jahren.

## Ehrungen
- Award for Distinguished Achievement in Nursing.[3]
- 1982 wurde sie mit dem Mary Mahoney Award der American Nurses 'Association ausgezeichnet.
- Die Alabama State Nurses Association vergibt ihr zu Ehren den jährlichen Lillian Holland Harvey Award.
- 1992 wurde das Pflegeheim der Tuskegee University zu ihren Ehren Lillian Holland Harvey Hall benannt.
- 1999 wurde sie in die Alabama Healthcare Hall of Fame aufgenommen.
- 2001 wurde sie in die Alabama Nursing Hall of Fame aufgenommen.[4]

## Mitgliedschaften
- Board of Directors der National League for Nursing
- American Red Cross Advisory Committee on Nursing Service
- Nursing Advisory Committee of the Kellogg Foundation
- Expert Advisory Committee for Professional Traineeships of the U.S. Public Health Service
- Board of Directors der American Journal of Nursing Company